# Roch Castonguay
Roch Castonguay est un acteur franco-ontarien et québécois, qui a notamment incarné Spare Change dans le troisième téléroman franco-ontarien, Météo+.

## Biographie
Originaire d'Hawkesbury dans l'est ontarien, Roch Castonguay, acteur polyvalent, commence sa carrière au théâtre en 1977. En 1979, il co-fonde le Théâtre de la Vieille 17. En 1998, sa prestation dans L'été dernier à Golden Pond lui vaut une mise en nomination à la Soirée des Masques et le prix théâtre du journal Le Droit. En 2001, Théâtre-Action lui décerne son prix Personnalité.
Au cinéma, sa rencontre avec Pierre Falardeau le conduit à participer à deux de ses films. Il participe également à de nombreuses productions télévisuelles.
Il contribue à plusieurs radio-théâtres dramatiques, séries historiques, traductions télé, contes urbains et dessins animés. Plus récemment, Roch s'engage dans la formation de nouveaux acteurs à l'Institut national de l'image et du son ou à l'Université Laurentienne où il œuvre à titre d'artiste invité.

## Théâtre
- 1998 : L'été dernier à Golden Pond : Charles
- 1999-2000 : Maïta, Théâtre de la Vieille 17 (Ottawa) et Théâtre de Sable (Québec), en collaboration avec le Théâtre français du Centre national des arts (Ottawa) : Wunan
- 2004-2005: L'homme invisible/The invisible man, Théâtre de la Vieille 17 et Théâtre français du Centre national des arts (Ottawa) : lecteur français
- 2013-2014 : Quand la mer..., Théâtre de la Vieille 17 (Ottawa), Théâtre du Nouvel-Ontario (Sudbury) et Théâtre Sortie de Secours (Québec) : Yoram
- 2014-2015 : Petites bûches, Théâtre de la Vieille 17 (Ottawa) : vieux clown italien
- 2015-2016 : Un vent se lève qui éparpille, Théâtre de la Vieille 17, Théâtre français du Centre national des arts (Ottawa) et Théâtre du Nouvel-Ontario (Sudbury) : vieux « potineux » du village
- 2019-2020 : Un conte de l'Apocalypse, Théâtre de la Vieille 17 et Théâtre français du Centre national des arts (Ottawa) : Guy Coudonc

## Filmographie

### Cinéma
- 1989 : Le Party : Marcel
- 1996 : Le Dernier des Franco-Ontariens : Nino le clown
- 2001 : 15 février 1839 : Jean Yelle
- 2011 : La Sacrée de Dominic Desjardins : Armand Bottineau

### Télévision
- 1995 : Le Sorcier : joueur de cartes
- 1998 : Deux frères : le prêteur
- 1999 : Science point Com
- 2002 : Fortier : Pierre Dubé
- 2004-2007 : FranCœur : Henri Létourneau
- 2007 : Pointe-aux-chimères
- 2008 : Météo+ : Spare Change
- 2012 : Les Bleus de Ramville : le maire Desjardins
- 2016 : St-Nickel : Antoine Martel
- 2018 : La malédiction de Jonathan Plourde : M. Grey
- 2018-2020 : Mehdi et Val : Monlourdo
- 2019-2020 : Eaux turbulentes : David Thibault